# Армоцементные конструкции
Армоцементные конструкции — вид железобетонных конструкций из бетона, в состав которого входит цементно-песчаный бетон с армированными сетками из тонкой проволоки диаметром 0,5—1 мм с мелкими ячейками размером до 10Х10 мм. Проволочные сетки равномерно распределены между собой, расстояние между ними составляет 3-5 мм. Это позволяет получить достаточно однородный по свойствам материал. Армоцемент предназначается для изготовления тонкослойных конструкций (оболочки, волнистые своды, речные и морские суда, резервуары, трубы).

## История
Армоцементные конструкции возникли в Италии. Впервые их применил П. Л. Нерви в 1943 году для сооружения морской яхты. Позже армоцементные конструкции начали применять с монолитными железобетонными элементами. Из такого материала построен свод выставочного зала в Турине и купол дворца спорта в Риме (1958).
В то же время армоцементные конструкции стали использовать для строительства в СССР. Их применяли для сборных покрытий из укрупненных элементов (сводчатые покрытия рынков пролётом 15 м в Санкт-Петербурге).
Дальнейшее развитие бетона связано с усовершенствованием заводской техники и, соответственно, технологии изготовления. Благодаря использованию высокопрочного бетона и унифицированных элементов, армоцементные конструкции значительно удешевлялись. При этом они позволяют создавать высокохудожественные элементы интерьеров без чужеродных украшений. Перекрытия из армоцементных конструкций пластически выразительны, а их отдельные элементы без особых затруднений образуют богатый декор.

## Особенности армоцементных конструкций
Большая растяжимость бетона за счет значительного увеличения поверхности сцепления арматуры с бетоном.
Небольшая вероятность трещинообразования. Эта особенность позволяет достигнуть полного использования арматурных сеток без предварительного напряжения.
Комбинированное армирование
Возможность применения только при нормальной влажности и отсутствии негативных воздействий среды.
Недопустимость применения при систематических ударных нагрузках.

## Виды армоцементных конструкций
Обычные армоцементные конструкции. Такие покрытия со стальными затяжками при армировании плиты двумя ткаными сетками имеют приведённую толщину бетона 4,1 см расход стали 5,4 кг/ м². А. к. изготовляют с применением бетона повышенной плотности марки 300 и выше при расходе цемента 500—700 кг на один кубометр бетона.
Комбинированное армирование. В этой разновидности вместе с сетками укладывается арматура в виде стержней различного диаметра. По физическим характеристикам эти конструкции близки к обычному железобетону.

## Свойства
- Коррозийная стойкость Из-за небольшой толщины слоя и применения проволоки тонкого диаметра в изготовлении, коррозийная стойкость значительно ниже, чем у железобетонных конструкций. В условиях нормальной влажности при хорошей гидроизоляции допустимая величина защитного слоя для сеток 4 мм, для стержневой (проволочной) арматуры 8 мм, а в местах утолщений ребер 10 мм.
- Показатель прочности Армоцементные конструкции высший показатель на 10-15 % нежели конструкции из песчаного бетона. Напряжения в проволоке при разрушении достигают 2500—2700 кГ/ см². Примерная величина предела прочности армоцемента при растяжении — около 100 кГ/см². Предел прочности на изгиб и внецентренное сжатие и растяжение определяется работой сжатой и растянутой зон.
- Ползучесть Армоцементные конструкции имеют значительно большую ползучесть, чем обычные железобетонные. Исследования показали, что для сжатых образцов при нагрузках 0,25-0,3 разрушающих деформации через год в 3 раза превышали кратковременные. Относительно большая деформируемость отмечается у образцов с дисперсным армированием.
- Морозостойкость Армоцементные конструкции имеют чрезвычайно высокую морозостойкость, которая превышает 100 циклов. Из-за этого они имеют такую же высокую водонепроницаемость.
- Огнестойкость Армоцементные конструкции имеют огнестойкость ниже, нежели железобетонные, однако за счет своих первичных характеристик более используемые.

## Применение
Армоцементные конструкции применяются для построения пространственных, сборно-монолитных покрытий промышленных зданий средних и больших пролетов, в виде плит различной формы для покрытий и перекрытий, для подвесных потолков, в виде объемных элементов, стенных панелей для неотапливаемых зданий. Они используются также в гидротехнических сооружениях. Конструкции имеют безопалубочное изготовление и принимают любую форму, поэтому с их помощью возводятся сооружения сложных архитектурных форм больших пролетов.
Сегодня армоцементные конструкции применяют в индивидуальном строительстве для изготовления бассейнов, всевозможных емкостей, а также маленьких художественных форм. Из-за того, что материал этот сравнительно не дорогой и расходует минимальное количество материалов, он все больше прельщает покупателей.